# Royal College of Art
Royal College of Art ( RCA ) er et offentligt forskningsuniversitet i London, Storbritannien, med campusser i South Kensington, Battersea og White City . Det er det eneste helt postgraduate kunst- og designuniversitet i Storbritannien.  Det tilbyder mastergrader i kunst og design til studerende fra over 60 lande.

## Historie
RCA blev grundlagt i 1837 som Government School of Design  eller Metropolitan School of Design . På dette tidspunkt var skolen placeret ved det såkaldte 'Somerset House', i 1853 blev den dog udvidet og flyttet til Marlborough House, og til sidst, i 1853  til South Kensington, på samme sted som museet i South Kensington hvor skolen stadig er placeret i dag. Det blev i løbet af århundredet flere gange omdøbt, først til Normal Training School of Art i 1857  og derefter til National Art Training School i 1863.. Ved århundredeskiftet var det primært en lærerskole; elever i denne periode inkluderede blandt andet George Clausen, Christopher Dresser, Luke Fildes, Kate Greenaway og Gertrude Jekyll. 
I september 1896 fik skolen navnet Royal College of Art, og vægten af undervisningen der flyttede til praksis med kunst og design. Undervisning i grafisk design og industrielt design, skolen begyndte også at beskæftige sig med produktdesign fra omkring midten af det tyvende århundrede. Skolen blev yderligere udvidet i 60'erne, og i 1967 modtog den endeligt et kongeligt charter, som gav den status som et uafhængigt universitet med beføjelse til at overrække sine egne kandidat- og mastergrader.
Under corona pandemien lancerede Royal College of Art I juli 2020 sin første online kandidatudstilling nogensinde, RCA2020 .

## Placeringer
I 2022 kom RCA for ottende år i træk på førstepladsen i 'kunst- og designfag' i QS World University Rankings udgivet af Quacquarelli Symonds med en samlet score på 99,6/100.  
I august 2015 blev det rangeret højest på en liste over master uddannelser i mode af Business of Fashion, et modewebsted. 